# 内側楔状骨
内側楔状骨（ないそくけつじょうこつ、ラテン語：cuneiforme mediale、英語：cuneiforme mediale bone）とは、四肢動物の後肢を構成する短骨の一つである。外側楔状骨、中間楔状骨、立方骨とともに遠位足根骨を構成し、足の内側前面にある。

## 内側楔状骨と関節する骨
- 第1中足骨、中間楔状骨、舟状骨

## 内側楔状骨から起始する筋肉
- 短母趾屈筋

## 内側楔状骨に停止する筋肉
- 前脛骨筋
- 後脛骨筋
- 長腓骨筋